# Gótico catalán
El Gótico catalán es un estilo artístico del gótico mediterráneo, con características propias especialmente en el ámbito de la arquitectura, que se dio en Cataluña entre los siglos XIII y XV; es decir, al final de la Europa gótica, de la que obtiene su nombre, y al principio de la renacentista. El nombre «Gótico aragonés» queda acotado especialmente a Barcelona y su área de influencia (Corona de Aragón), con lo que acoge características propias.
A pesar de su nombre, el Gótico catalán difiere de los Góticos de otras partes de Europa (como el francés, el alemán e incluso el español). En arquitectura, por ejemplo, no busca la altura desmesurada, no destaca en sus arbotantes y sí por su sobriedad decorativa.

## Contexto histórico
El estilo comienza a causa de la riqueza que genera la expansión de la Corona de Aragón, primero al Languedoc y después a través del Mediterráneo hasta Cerdeña,  Sicilia, el Reino de Nápoles y el Ducado de Atenas. La sociedad de la época demanda una renovación de los viejos edificios románicos, así como nuevos edificios públicos para nuevas instituciones y servicios.
Su culmen llega en el siglo XV, a pesar de que los Reyes Católicos ya ha unido las coronas de Castilla y Aragón en detrimento de la segunda, a la que se privó inicialmente de comerciar con América si no era a través del puerto de Sevilla.

## Contexto artístico
Se habla de "estilo gótico" y "ciudad gótica" en relación con el período temporal. Sin embargo no debe confundirse este estilo con el Gótico francés, español, alemán u otro, pues aunque presenta rasgos similares en cuanto a que en su momento fueron las últimas tecnologías disponibles (arco apuntado, rosetón, arbotantes), son muchas las diferencias.
Así, el Gótico catalán no busca una altura inmensa, sino que tiende a igualar las dimensiones del ancho y el alto, utiliza cubiertas casi planas frente a las inclinadas altísimas tan características del centro y norte de Europa; así mismo no cuenta con grandes huecos porque la luz mediterránea es mucho más potente que la del resto de Europa, ni con arbotantes inmensos, pues sus naves son casi iguales en altura; no decora sus pilares con motivos figurativos ni destaca por lo complicado de sus bóvedas.

## Arquitectura gótica catalana
La arquitectura gótica catalana se incluye dentro del movimiento cultural conocido como arte gótico que, a su vez, surge en un contexto más amplio, llamado Renacimiento del siglo XII. Este estilo arquitectónico se extiende por un largo período de la Edad Media y varía de un lugar a otro, se desarrolla entre mitad del siglo XII e inicios del siglo XVI, marcando el fin del período medieval dando testimonio del enriquecimiento del territorio.
El primer gesto impulsor de esta nueva filosofía constructiva fue la reforma de la Basílica de Saint-Denis en la Isla de Francia, desde donde se extendió primero a todo el reino de Francia y posteriormente (ya a mediados del siglo XIII), sobre todo por la difusión del arte cisterciense y el Camino de Santiago, por toda Europa, en un período conocido como el de las grandes catedrales. Cataluña vivió momentos de prosperidad y de importantes conquistas entre los siglos XII y XV. Las ciudades crecieron y, con su plenitud, llegó la fiebre constructiva.
Se realizaron muchas iglesias, se reconstruyeron y ampliaron las existentes y se levantaron grandes catedrales como las de Girona, Tortosa y Ciudadela y Santa Maria del Mar, la Colegiata Basílica de Santa María de la Aurora  en Manresa o monasterios como el de Santa Maria de Pedralbes . Los templos tendieron a la unificación espacial, lo que se consiguió disponiendo una sola nave de mucha luz o bien con pilares esbeltos y delgados lo bastante separados como para no interrumpir la visión desde las naves laterales. No hay transeptos como tales, salvo en las iglesias de base templaria, que eligieron plantas en cruz griega. Las torres, normalmente una o dos, destacaban por ser prismas lisos de sección poligonal (6 lados, 8 lados). Los contrafuertes, además de arriostrar los muros, permiten insertar las capillas, de manera que los alzados del edificio son continuos y visualmente lisos por fuera, a la altura de una persona; además, cuando aparecen en la fachada principal, crean un rectángulo que enmarca la portada y a veces, un rosetón.
Durante la época gótica, no todo fueron edificios religiosos y desde el siglo XIII hasta prácticamente el inicio del XVI se levantaron equipamientos cívicos, fábricas, puentes y equipamientos militares. Uno de los ejemplos más emblemáticos que han perdurado hasta hoy  son las Atarazanas Reales de Barcelona. Los palacios, de mayor superficie en fachada que otras viviendas, son característicos de espacios burgueses del siglo XV como la calle Montcada en Barcelona. Se caracteriza por contener un patio al que se accede a través de una portalada, que es centro de la vivienda y contiene la escalera principal, a cielo abierto o semicerrada.
En planta baja se encuentran las dependencias propias del negocio de los dueños, con el despacho en semiplanta, si lo hubiera. La planta primera o noble se reserva a la vivienda, cuyo salón principal, ricamente decorado, se adosa a la fachada, a veces ocupándola enteramente. Los siguientes pisos contienen los cuartos del servicio y dependencias secundarias. Algunos palacios tienen pequeñas torres desde las que observaban por encima de los tejados de la ciudad.
- Palacio Real Mayor de Barcelona, en Barcelona.

- Interior de Santa Maria del Mar
- Interior de la nave central de la Catedral de Girona
- Claustro del Monasterio de Santa María de Pedralbes
- Colegiata Basílica de Santa María de la Aurora (1328-1425), en Manresa